# Mediorhynchus emberizae
Espèce
Synonymes
- Echinorhynchus emberizae Rudolphi, 1819

Mediorhynchus emberizae est une espèce d'acanthocéphales de la famille des Gigantorhynchidae.

## Distribution
Cette espèce se rencontre en zone néotropicale.
Adulte, c'est un parasite digestif d'oiseaux. Il a été observé sur Heleodytes unicolor, Brachyspiza capensis, Pseudochloris citrina, Cacicus haemorhous, Molothrus bonariensis, Ostinops decumanus et Rhamphocoelus sp..

## Systématique et taxinomie
Cette espèce a été décrite sous le protonyme Echinorhynchus emberizae par Karl Asmund Rudolphi en 1819.

## Publication originale
- Rudolphi, 1819 : Entozoorum synopsis cui accedunt mantissa duplex et indices locupletissimi. Berolini, p. 1-811 (texte intégral).